# Episodi di Io e i miei tre figli (quarta stagione)
La quarta stagione della serie televisiva Io e i miei tre figli (My Three Sons) è andata in onda negli Stati Uniti dal 19 settembre 1963 al 28 maggio 1964 sulla ABC.
| nº | Titolo originale                   | Prima TV USA      | Titolo italiano | Prima TV Italia |
| -- | ---------------------------------- | ----------------- | --------------- | --------------- |
| 1  | Almost the Sound of Music          | 19 settembre 1963 |                 |                 |
| 2  | Scotch Broth                       | 26 settembre 1963 |                 |                 |
| 3  | Didya Ever Have One of Those Days? | 3 ottobre 1963    |                 |                 |
| 4  | Dear Robbie                        | 10 ottobre 1963   |                 |                 |
| 5  | A Car of His Own                   | 17 ottobre 1963   |                 |                 |
| 6  | How Do You Know?                   | 24 ottobre 1963   |                 |                 |
| 7  | My Friend Ernie                    | 31 ottobre 1963   |                 |                 |
| 8  | The End of the You-Know-What       | 7 novembre 1963   |                 |                 |
| 9  | The Toupee                         | 14 novembre 1963  |                 |                 |
| 10 | The Ever-Popular Robbie Douglas    | 21 novembre 1963  |                 |                 |
| 11 | The Proposals                      | 28 novembre 1963  |                 |                 |
| 12 | Steve and the Viking               | 5 dicembre 1963   |                 |                 |
| 13 | Par for the Course                 | 12 dicembre 1963  |                 |                 |
| 14 | Windfall                           | 19 dicembre 1963  |                 |                 |
| 15 | Top Secret                         | 26 dicembre 1963  |                 |                 |
| 16 | Will Success Spoil Chip Douglas?   | 2 gennaio 1964    |                 |                 |
| 17 | Second Chorus                      | 9 gennaio 1964    |                 |                 |
| 18 | Never Look Back                    | 16 gennaio 1964   |                 |                 |
| 19 | Marriage by Proxy                  | 23 gennaio 1964   |                 |                 |
| 20 | The Chaperone                      | 30 gennaio 1964   |                 |                 |
| 21 | My Fair Chinese Lady               | 6 febbraio 1964   |                 |                 |
| 22 | House for Sale                     | 13 febbraio 1964  |                 |                 |
| 23 | Stone Frog                         | 20 febbraio 1964  |                 |                 |
| 24 | Stage Door Bub                     | 27 febbraio 1964  |                 |                 |
| 25 | Fish Gotta Swim, Birds Gotta Fly   | 5 marzo 1964      |                 |                 |
| 26 | Cherry Blossoms in Bryant Park     | 12 marzo 1964     |                 |                 |
| 27 | What's the Princess Really Like?   | 19 marzo 1964     |                 |                 |
| 28 | The People's House                 | 26 marzo 1964     |                 |                 |
| 29 | The Tree                           | 2 aprile 1964     |                 |                 |
| 30 | The Substitute Teacher             | 9 aprile 1964     |                 |                 |
| 31 | Mike Wears the Pants               | 16 aprile 1964    |                 |                 |
| 32 | The Guys and the Dolls             | 23 aprile 1964    |                 |                 |
| 33 | The Ballad of Lissa Stratmeyer     | 30 aprile 1964    |                 |                 |
| 34 | Tramp Goes to Hollywood            | 7 maggio 1964     |                 |                 |
| 35 | Adventure in New York              | 14 maggio 1964    |                 |                 |
| 36 | Huckleberry Douglas                | 21 maggio 1964    |                 |                 |
| 37 | Guest in the House                 | 28 maggio 1964    |                 |                 |

## Almost the Sound of Music
- Prima televisiva: 19 settembre 1963

### Trama
- Guest star:

## Scotch Broth
- Prima televisiva: 26 settembre 1963

### Trama
- Guest star:

## Didya Ever Have One of Those Days?
- Prima televisiva: 3 ottobre 1963

### Trama
- Guest star:

## Dear Robbie
- Prima televisiva: 10 ottobre 1963

### Trama
- Guest star: Jimmy Hawkins (John Carter), Brenda Scott (Joanie)

## A Car of His Own
- Prima televisiva: 17 ottobre 1963

### Trama
- Guest star:

## How Do You Know?
- Prima televisiva: 24 ottobre 1963

### Trama
- Guest star: Meredith MacRae (Sally Ann Morrison)

## My Friend Ernie
- Prima televisiva: 31 ottobre 1963

### Trama
- Guest star: John Wesley (poliziotto)

## The End of the You-Know-What
- Prima televisiva: 7 novembre 1963

### Trama
- Guest star:

## The Toupee
- Prima televisiva: 14 novembre 1963

### Trama
- Guest star:

## The Ever-Popular Robbie Douglas
- Prima televisiva: 21 novembre 1963

### Trama
- Guest star:

## The Proposals
- Prima televisiva: 28 novembre 1963

### Trama
- Guest star: Tom Skerritt (Young Steve), Beth Peters (Mary), Karen Green (Ann Talmaster), Janet Landgard (Georgia Fleck), Meredith MacRae (Sally Ann Morrison), Vera Stough (Louise)

## Steve and the Viking
- Prima televisiva: 5 dicembre 1963

### Trama
- Guest star: Addison Richards (Mr. Gordon), Mary-Robin Redd (Helen), Russ Conway (Joe Walters), Chuck Hicks (Masseur), Sally Kellerman (Helga Willumsen), Kate Murtagh (Valberg), Gene Roth (Eric)

## Par for the Course
- Prima televisiva: 12 dicembre 1963

### Trama
- Guest star: Robert J. Wilke

## Windfall
- Prima televisiva: 19 dicembre 1963

### Trama
- Guest star: Tim Matheson (Wheels)

## Top Secret
- Prima televisiva: 26 dicembre 1963

### Trama
- Guest star: Sandra Gould (Mrs. Fletcher), Patsy Garrett (Doris Randall), Billy Booth (Richard), Byron Morrow (colonnello Ed Fisher)

## Will Success Spoil Chip Douglas?
- Prima televisiva: 2 gennaio 1964

### Trama
- Guest star: Tammy Marihugh (Millie Mae Peabody)

## Second Chorus
- Prima televisiva: 9 gennaio 1964

### Trama
- Guest star: Jaye P. Morgan (Susan Duvall)

## Never Look Back
- Prima televisiva: 16 gennaio 1964

### Trama
- Guest star: Marcia Mae Jones (Mrs. Williams), Cheryl Miller (Georgina Williams), Frances Rafferty (Heather Marlow)

## Marriage by Proxy
- Prima televisiva: 23 gennaio 1964

### Trama
- Guest star: Claudia Martin (Barbara), Meredith MacRae (Sally Ann Morrison), Beau Bridges (Howard Sears), Mike Minor (Herb)

## The Chaperone
- Prima televisiva: 30 gennaio 1964

### Trama
- Guest star: Gail Gilmore, Hank Jones (Jimmy Burns), Quinn O'Hara (Betty McIver)

## My Fair Chinese Lady
- Prima televisiva: 6 febbraio 1964

### Trama
- Guest star: Benson Fong (Ray Wong), Beulah Quo (Alice Wong), George Takei (Jimmy Soo)

## House for Sale
- Prima televisiva: 13 febbraio 1964

### Trama
- Guest star:

## Stone Frog
- Prima televisiva: 20 febbraio 1964

### Trama
- Guest star:

## Stage Door Bub
- Prima televisiva: 27 febbraio 1964

### Trama
- Guest star: Pert Kelton (Thelma Wilson)

## Fish Gotta Swim, Birds Gotta Fly
- Prima televisiva: 5 marzo 1964

### Trama
- Guest star: Patricia Morrow (Nancy), Meredith MacRae (Sally Ann Morrison), Jennie Lynn (Melinda), Doris Singleton (Helen Morrison)

## Cherry Blossoms in Bryant Park
- Prima televisiva: 12 marzo 1964

### Trama
- Guest star: Caroline Kido (Kimiko Tushakari), Meredith MacRae (Sally Ann Morrison)

## What's the Princess Really Like?
- Prima televisiva: 19 marzo 1964

### Trama
- Guest star: John Banner (Paul, Chief of Protocol), Joan Huntington (principessa Joanne Norton)

## The People's House
- Prima televisiva: 26 marzo 1964

### Trama
- Guest star: Dianne Foster (Marta Robbins), Jean Stapleton (Molly Dunbar)

## The Tree
- Prima televisiva: 2 aprile 1964

### Trama
- Guest star: Adrienne Marden (Harriett Adams), Cheryl Holdridge (Juliet Johnson), Mary Adams (Elsie Martindale), Paul Barselou (Chick Johnson), Darren Dublin (reporter Hansen), Templeton Fox (Genevieve), Monty Margetts (Katheryn Hackett)

## The Substitute Teacher
- Prima televisiva: 9 aprile 1964

### Trama
- Guest star: Danny Lockin (Jay Robinson), Jimmy Boyd (Victor Peppitone), Mabel Albertson (Mrs. Proctor), Hope Summers (Mrs. Drake)

## Mike Wears the Pants
- Prima televisiva: 16 aprile 1964

### Trama
- Guest star: Indus Arthur (Francie Sears), Beau Bridges (Howard Sears)

## The Guys and the Dolls
- Prima televisiva: 23 aprile 1964

### Trama
- Guest star: Mike Minor (Carl Janson), Martin Sheen (Randy Griggs)

## The Ballad of Lissa Stratmeyer
- Prima televisiva: 30 aprile 1964

### Trama
- Guest star: Hank Jones (Don), Ann Jillian (Debbie Rogers), Lesley-Marie Colburn (Frieda), Patricia Morrow (Lissa Stratmeyer)

## Tramp Goes to Hollywood
- Prima televisiva: 7 maggio 1964

### Trama
- Guest star:

## Adventure in New York
- Prima televisiva: 14 maggio 1964

### Trama
- Guest star: Joe Mantell (Eddie Fowler), Maurice Manson (impiegato), Sandra Gould (receptionist), Charles Lampkin (Herman), J. Pat O'Malley (Charles Turner)

## Huckleberry Douglas
- Prima televisiva: 21 maggio 1964

### Trama
- Guest star: Jennie Lynn (Melinda Mayberry)

## Guest in the House
- Prima televisiva: 28 maggio 1964

### Trama
- Guest star: Lesley-Marie Colburn (Frieda), Tony Dow (Gilbert Thornbury)